# Partido Renovador Institucional de Ação Nacional
O Partido Renovador Institucional de Ação Nacional (espanhol: Partido Renovador Institucional de Acción Nacional, PRIAN) foi um partido político populista de centro-direita do Equador. 
Nas eleições legislativas de 20 de outubro de 2002, o partido obteve 10 dos 100 lugares. O seu candidato presidencial, Álvaro Noboa, o homem mais rico do Equador, obteve 17,4% dos votos nas eleições presidenciais do mesmo dia, mas foi derrotado na segunda volta. Nas eleições de outubro de 2006, Noboa foi novamente o candidato presidencial do partido. Desta vez, ficou em primeiro lugar na primeira volta, com 26% dos votos, mas perdeu novamente a segunda volta, desta vez contra Rafael Correa. Nas eleições para a Assembleia Nacional do Equador, o Partido obteve 28 dos 100 lugares e tornou-se o maior partido do Congresso. 
Em 1998, Álvaro Noboa tornou-se o candidato externo nas eleições presidenciais. Conseguiu um empate técnico com o homem que depois se tornou Presidente do Equador. A popularidade de Álvaro Noboa não foi afetada e, em 20 de setembro de 2002, todas as empresas de sondagens, com exceção de uma, previram que Noboa se tornaria Presidente do Equador se as eleições tivessem sido realizadas nesse dia. 
Em 2002, Noboa inspirou e orientou a fundação do partido político PRIAN. O partido teve um êxito imediato após a sua criação e conquistou dez lugares no Congresso em menos de seis meses. 
Durante a última campanha presidencial, a missão de Álvaro Noboa foi coerente com o seu percurso profissional e com a sua vida. A missão afirmava a necessidade de combater a corrupção, reativar a economia, criar emprego para todos os equatorianos, promover a habitação social para todos os cidadãos, estabelecer um plano nacional de saúde e implementar um plano educativo. Atualmente, Álvaro Noboa é considerado um líder político, econômico e social no Equador. Nesta última campanha presidencial, a segunda da sua carreira política, perdeu com uma pequena percentagem para o Coronel Lucio Gutierrez. Mais uma vez se falou de fraude nestas eleições. 
Álvaro Noboa estruturou o seu partido político PRIAN de tal forma que, atualmente, é o segundo mais votado num universo de catorze partidos políticos. O homem que instituiu o serviço público com fundos próprios mantém, desde 1998, as suas “Brigadas Médicas” numa ação de socorro incessante, demonstrando assim a sinceridade das suas convicções sociais. Nas eleições intercalares de 2004, o Partido PRIAN conseguiu eleger 19 presidentes de câmara de diferentes cidades do Equador, bem como 1 prefeito e mais de 70 vereadores em diferentes províncias. Álvaro Noboa, enquanto líder do Partido PRIAN, fez campanha a favor destes dignitários eleitos. 
Pela terceira vez, Álvaro Noboa candidatou-se à presidência em representação do partido político PRIAN, registando a sua candidatura no Supremo Tribunal Eleitoral a 15 de agosto de 2006. Com uma plataforma liberal democrática e de justiça social, abertura ao investimento estrangeiro e um ambicioso plano de habitação que, no seu conjunto, multiplicaria o emprego com ênfase na qualidade da saúde e da educação, Álvaro Noboa venceu a primeira volta eleitoral em novembro de 2006 e transformou o seu partido, o PRIAN, na principal presença eleitoral do país. Com 27 deputados eleitos, o PRIAN obteve o direito de eleger o presidente do Congresso de entre os seus membros. 
Em 2 de maio de 2012, Noboa anunciou publicamente que se candidataria pela quinta vez à presidência do Equador nas próximas eleições presidenciais equatorianas de 2013. Noboa advertiu que o Governo de Rafael Correa “continuará a utilizar o IRS para levar à falência a Bananera Noboa e não permitirá que se defenda em tribunal, como deve ser feito. Continuará a controlar 100% dos tribunais eleitorais. Continuarão a intimidar a imprensa, continuarão a deter os partidos políticos para se registarem”
Em 2013, nas eleições gerais equatorianas, a candidatura de Noboa obteve apenas 3,72% dos votos, tendo o partido PRIAN obtido 3% dos votos para a Assembleia Nacional, perdendo 7 lugares.
Em 2014, o PRIAN foi um dos quatro partidos políticos que viram o seu estatuto legal revogado pelo Consejo Nacional Electoral (CNE, conselho eleitoral nacional) por não conseguirem obter pelo menos 4% do voto popular em duas eleições nacionais consecutivas, conforme o artigo 327 do código eleitoral de 2010. O CNE considerou os resultados combinados das eleições gerais de fevereiro de 2013 e das eleições municipais de fevereiro de 2014 para chegar a este veredito.